# Николаевское кладбище (Красноярск)
Николаевское кладбище — городское кладбище в Октябрьском районе города Красноярска. Площадь — около 10 гектаров. Разбито на 5 секторов.
На территории кладбища находится Свято-Никольский храм Красноярской и Ачинской епархии Русской православной церкви.

## История
В 1907 году Городская Дума постановила отвести участок земли за Николаевской слободой под кладбище в количестве 3600 квадратных саженей, с тем, чтобы означенное кладбище было общегородское. Представителем от города в Приходский Совет Спасской церкви по заведованию кладбищем избран Степан Иванович Потылицын. Кладбище было открыто 8 августа 1908 года . 
В 1911 году была построена деревянная одноглавая церковь, освященная в честь святого Николая Мирликийского.
С 1930-х до 1943 года часовня была закрыта. Изменение государственной политики по отношению к Церкви, произошедшее в годы войны, позволило начать восстановление церковной жизни на территории епархии. Храм-часовня открылся первым из красноярских храмов. Первая литургия была совершена 28 февраля 1943 года святителем Лукой (Войно-Ясенецким), назначенным на красноярскую кафедру и занимавшим её до начала 1944 года. В 1948—1949 годах были построены алтарь и притвор.
Кладбище было закрыто в 1968 году, однако и сейчас здесь осуществляются единичные семейные захоронения.
В семидесятые годы на Николаевском кладбище создавался мемориал японским пленным, туда перевезли их останки из многих окрестных деревень. Передача части списков умерших в СССР японских военнопленных М. С. Горбачевым в 1991 году в ходе визита в Японию дали возможность японскому правительству начать широкомасштабную работу по возвращению праха своих соотечественников на родину. За несколько лет работы прах сотен военнопленных, умерших в сибирских лагерях, с кладбища города Заозерного и Николаевского кладбища Красноярска вернулся на родину. В октябре 2000 года на месте бывших захоронений правительство Японии установило памятник.

## Известные люди, похороненные на кладбище
- Братская могила членов подпольной военной организации, казнённых колчаковцами 1 октября 1919 года: П. Н. Черкашина, Т. Т. Будникова, Л. Ф. Генке, И. А. Савельева;
- Крутовский, Владимир Михайлович (1856—1945) — врач, публицист, общественный деятель Сибири (могила утеряна);
- Механников, Илья Иванович (1910—1961) — председатель городского исполнительного комитета Красноярска;
- Романюк, Иоанн Захарович (1933—2011) — митрофорный протоиерей, настоятель Покровского кафедрального собора и Никольского кладбищенского храма города Красноярска;
- Петухов, Геннадий Михайлович (1931—1993) — основатель ансамбля танца «Енисейские зори», заслуженный деятель искусств РСФСР, заслуженный работник культуры РСФСР, лауреат премии ВЦСПС;
- Уланов, Василий Алексеевич (1896—1930) — член РКП(б), командир партизанского батальона армии Кравченко-Щетинкина;
- Устюжанинов, Юрий Иванович (1935—2015) — заслуженный кинематографист России;
- Фомин, Яков Васильевич (1902—1923)— один из первых комсомольцев города, убит бандой кулаков;
- Рождественский, Игнатий Дмитриевич (1910—1969) — сибирский поэт;
- Стукалов, Людомир Васильевич (1940—2010) — директор Красноярского завода Телевизоров с 1981 по 1999 год;

## Адрес
- Красноярск, ул. Пролетарская, 157.